# Лысенко, Юлиана Сергеевна
Юлиана Сергеевна Лысенко (укр. Юліана Сергіївна Лисенко; род. 5 июля 2003 года, Чернигов, Украина) — украинская дзюдоистка и самбистка. Вице-чемпионка Украины по дзюдо (2019), трехкратная чемпионка мира по-боевому джиу-джитсу (2021, 2022, 2023), вице-чемпионка мира и Европы по-боевому самбо (2024). Мастер спорта Украины по дзюдо. Мастер спорта Украины международного класса по-боевому джиу-джитсу.

## Биография
Лысенко родилась и выросла в г. Чернигов, Украина. С 11 лет она начала заниматься дзюдо под руководством Маркина Анатолия Николаевича в спортивном клубе «Олимпиец». В 2018 году она переехала в Киев и начала тренироваться в спортивной школе интернат им. Ивана Поддубного под руководством Карена Балаяна и Шухрата Халматова. С 2020 года тренируется под руководством своего брата Никиты Лысенко.

## Спортивная карьера
С 2017 года была членом сборной команды Украины по дзюдо. В 2019 году в возрасте 15 лет она стала финалисткой взрослого чемпионата Украины в весовой категории до 63 кг в Днепропетровске. В 2020 году закончила карьеру в дзюдо. С 2020 года Юлиана пробует свои силы в ударных видах спорта как боевое джиу-джитсу, где в 2021 году она становится чемпионкой страны в весовой категории до 62 кг, прошедший в Киеве, а также становится чемпионкой Украины по-боевому самбо и победительницей открытого чемпионата Европы по-боевому самбо в городе Затока. В декабре 2022 она становится чемпионкой мира по-боевому джиу-джитсу в весе до 62 кг. Годом позже она в третий раз становится чемпионкой мира по-боевому джиу-джитсу в Даугавпилсе (Латвия).
С 2024 года Юлиана сфокусировалась только на карьере по-боевому самбо. В апреле 2024 года она стала победительницей кубка мира в Ереване, Армения. В финальном поединке она одолела узбекскую спортсменку Ферузу Бобокулову В мае 2024 года она стала финалисткой чемпионата Европы в сербском городе Нови-Сад, уступив лишь россиянке Софье Истоминой. В ноябре 2024 года она выступила на чемпионате мира в Астане (Казахстан) в весовой категории до 65 кг. Лысенко смогла дойти до финала, но снова потерпела неудачу в противостоянии против своей давней сопернице Софьей Истоминой.

## Спортивные результаты
- Чемпионат Украины по дзюдо 2019 — ;
- Чемпионат Украины по-боевому джиу-джитсу 2021 — ;
- Чемпионат мира по-боевому джиу-джитсу 2021, 2022, 2023 — ;
- Открытый чемпионат Европы по-боевому самбо 2021 — ;
- Кубок мира по-боевому самбо 2024 — ;
- Чемпионат Европы по-боевому самбо 2024 — ;
- Чемпионат мира по-боевому самбо 2024 — ;

## Личная информация
Юлиана является выпускницей Национального университета физического воспитания и спорта Украины, вдобавок у неё есть сестра Ангелина, которая тоже выступает по самбо и боевому джиу-джитсу. Работает тренером по-боевому джиу-джитсу.